# Șîroke, Bar
Șîroke (în ucraineană Широке) este un sat în comuna Antonivka din raionul Bar, regiunea Vinnița, Ucraina.

## Demografie
Componența lingvistică a localității Șîroke
     Ucraineană (100%)
Conform recensământului din 2001, toată populația localității Șîroke era vorbitoare de ucraineană (100%).